# Безгреблева гідроелектростанція

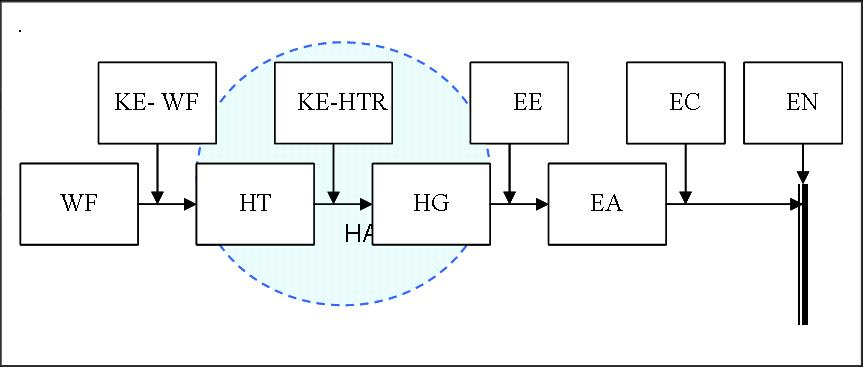
Структурна схема безгреблевої гідроелектростанції.

Безгреблева гідроелектростанція (англ. Damless hydropower plant) - комплекс споруд та обладнання на основі секційних напівзанурених гідротурбін та/або занурених гідротурбін різної конструкції, з різними способами їх кріплення (фіксації) у водяному потоці, які дозволяють перетворювати енергію плинної води в електрику, не використовуючи греблі. Такі гідротурбіни встановлюються в частині русла (річища) і використовують енергію води лише частини русла, тому не перешкоджають вільному стоку води, проходженню річкових суден, міграції риби, не забруднюють басейн і не утворюють інших екологічних проблем для живих організмів.

## Загальна схема та параметри безгреблевої ГЕС

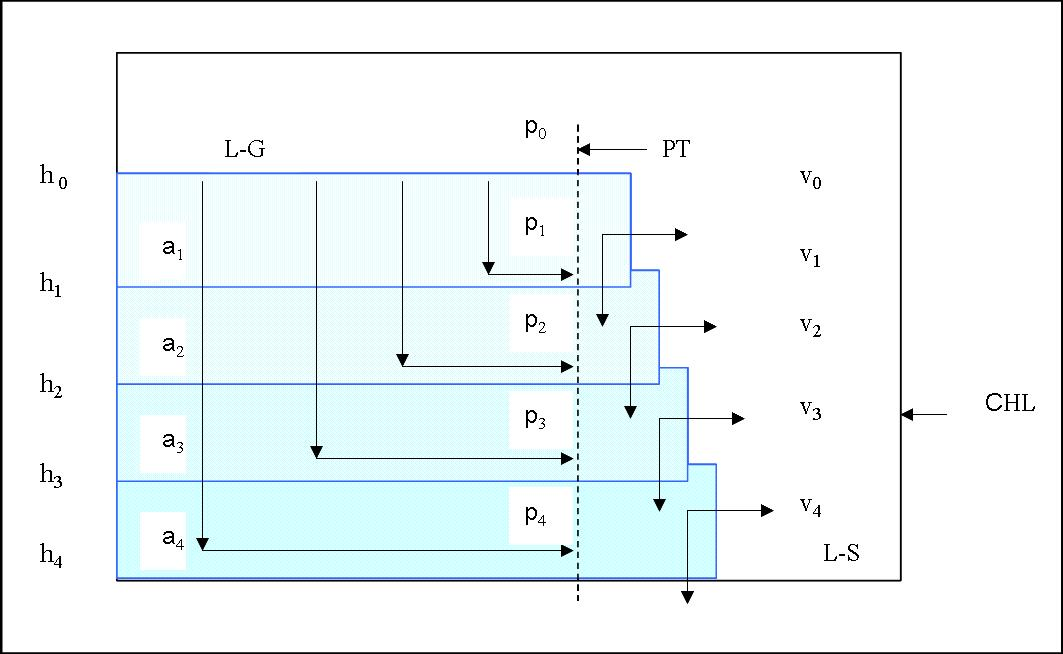
Формування та поширення річкового стоку.

Безгреблева гідроелектростанція є комплексом споруд та обладнання, які дозволяють перетворювати енергію плинної води в електрику. До складу безгреблевої ГЕС входять гідротурбіна HT з ротором HTR, гідрогенератор (електрогенератор) HG, електричний адаптер EA та засіб кріплення гідротурбіни у водяному потоці. Гідротурбіна HT та гідрогенератор HG у сукупності складають гідроагрегат HА. Гідротурбіна HT призначена для відбирання кінетичної енергії потоку плинної води KE-WF і перетворення її в кінетичну обертальну енергію ротора турбіни KE-HTR. Електродинамічна система гідрогенератора HG перетворює кінетичну енергію ротора турбіни KE-HTR в електричну енергію EE. Електричний адаптер EA доводить параметри електричної енергії, виробленої гідрогенератором HG до значень, сприятливих для використання споживачами та передачі електричного струму EС в об’єднану електричну мережу EN. Аби створити умови ефективного використання енергії водяного потоку WF гідроагрегат оптимально розміщують у водяному потоці за допомогою певного засобу кріплення, окремі конструкції такого засобу кріплення дозволяють транспортувати гідроагрегат при необхідності зміни місця розташування. При розрахунках параметрів та характеристик безгреблевих електростанцій, їх гідротурбін та засобів кріплення використовуються положення гідромеханіки, для безгреблевих ГЕС також справедливі рівняння гідростатики та гідродинаміки.
Природа поверхневого річкового стоку споріднена з процесом поширення води в об'ємі западини СH. У вихідному стані вода (однорідна рідина) займає частину відгородженого перегородкою PT об'єму западини і знаходиться у врівноваженому стані. Весь обсяг води можна умовно розбити на шари а1, а2, а3, а4,…аN, їх положення та геометричні розміри визначаються глибиною h0, h1, h2, h3,… hN та товщиною b1 = h1 - h2, b2 = h2 - h3, b3 = h3 - h4, b4 = h4 – h0, На кожен шар тисне стовп води висотою h1, h2, h3, h4,… hN, тож, стан шарів води характеризується внутрішнім тиском та температурою, місцями всередині них утворюються епізодичні міжмолекулярні зв'язки, втім, ці зв'язки є нетривкими і так же стрімко розриваються, як і виникають. Сила, з якою верхні шари води тиснуть на нижні, дорівнює вазі верхніх шарів води. Згідно 2-му закону Ньютона вага РHDi кожного шару визначається виразом РHDi = mHDi·gі, де mHDi – маса і-го шару води, gі – значення прискорення вільного падіння на глибині і-го шару води.
З тією ж силою, з якою стовп води тисне на молекули глибинних шарів, відповідно, молекули води тиснуть на стінку резервуару. Якщо перегородка PT, на яку тиснуть шари води, миттєво зникає, нижній шар води, який знаходиться під найвищим тиском, виштовхується раніше за інші у напрямі мінімального тиску, у вільний простір западини, що виник після зникнення перегородки PT, таким чином, заповнюючи порожній об'єм каналу CHL. Вода шару а3, котрий розташований над шаром а4, з деяким запізненням у часі також рухається по каналу у напрямі вільного простору і мінімального тиску. Відповідно до початкової висоти веде себе вода інших шарів. Весь обсяг рідини приходить в рух, нижнім уступом вибігаючи вперед. Відбувається перетворення потенціальної енергії води верхніх шарів ЕHD1 = mHD1·g1·h1, ЕHD2 = mHD2·g2·h2, ЕHD3 = mHD3·g3·h3, Е4 = mHD4·g4·h4 у кінетичну енергію потоку. Загальна потенціальна енергія води ЕHDΣ визначається сумою:
ЕHDΣ  = ЕHD1 + ЕHD2 + ЕHD3 + ЕHD4 =
           = mHD1·g1·h1+ mHD2·g2·h2+ mHD3·g3·h3 + mHD4·g4·h4.
В ідеальному випадку, вся потенціальна енергія води перетворюється у кінетичну енергію поздовжнього руху потоку:
mHD·gі·hі = mHD·vHD2/2.                              
Швидкість поширення води vHD знаходиться із формули Торрічеллі:
vHD = √(2g·h).                                            
Енергія води dEHD елементарною масою dmHD, яка рухається зі швидкістю vHD, знаходиться по формулі:
dEHD = (dmHD)·vHD2/2.                               
Масу води dmHD визначається через її густину ρHD, об’єм dVHD, швидкість потоку vHD та час протікання dt:
dmHD = ρHD·(dVHD) = ρHD·vHD·(dt)·АHD,                   
де АHD – площа поперечного перетину водяного потоку.
Тоді вираз для обрахування енергії води dEHD перепишеться у вигляді
dEHD = ρHD·vHD·(dt)·АHD·vHD2/2 = 0,5ρHD·(dt)·АHD·vHD3.
Потужність відновлюваного потоку води PHD розраховується як робота dWHD, що виконується водою в одиницю часу, або як енергія dEHD, що витрачається на виконання цієї роботи в одиницю часу:
PHD = dWHD/dt = dEHD/dt= 0,5·ρHD·АHD·vHD3.
Таким чином, потужність відновлюваного потоку води PHD пропорційна кубу швидкості води vHD3, площі поперечного перетину потоку води АHD, котрий падає на гідротурбіну, а також густині води ρHD.
Коефіцієнт використання відновлюваної енергії ζHD визначає частину кінетичної енергії води EHD, яка перетворюється у кінетичну обертальну енергію ротора гідротурбіни EHT:
ζHD = EHT/EHD.                                    
Коефіцієнт використання відновлюваної енергії потоку води ζHD чисельно дорівнює коефіцієнту корисної дії гідротурбіни, ζHD = kHT. Для гідротурбін, які працюють на повільних потоках води, значення коефіцієнта ζHD обмежується згідно закону Беца величиною  16/27 = 0,593.
Загальна електрична потужність гідроагрегату PEL розраховується за допомогою рівнянь:
PEL = kHA·PHD = kHT·kHG·PHD = 0,5·kHT·kHG·ρHD·АHD·vHD3,    
де kHA, kHT, kHG - коефіцієнти корисної дії гідроагрегата, гідротурбіни та гідрогенератора відповідно, kHA = kHT·k HG.

## Узагальнені вимоги до безгреблевих ГЕС
Безгреблеві системи гідроенергетики мають відповідати наступним узагальненим вимогам: поглинати енергію потоку води лише частини русла (річища), не перешкоджати вільному протіканню води, проходженню річкових суден та природній міграції риби; не засмічувати водойму, а також не створювати інших екологічних проблем для живих організмів; відповідати вимогам безпеки для людей та довкілля; забезпечувати високу ефективність перетворення кінетичної енергії води в електрику (не менше 40%) при малих потоках та швидкостях води, на різних глибинах; близьке розташування систем виробництва електричної енергії до місць споживання (сьогодні витрати електроенергії на її транспортування в мережах України - 14,7%); можливість транспортування енергетичного обладнання при зміні місця розташування в залежності від погодних умов та пори року; висока надійність, тривалий строк служби; низька вартість; можливість агрегатування систем різної потужності; можливість виробництва та постачання енергії незалежно від погодних умов, часу доби; технічна сумісність технологій з існуючими технологіями гідроенергетики; універсальність (можливість використання для промислових та побутових потреб в любий необхідний проміжок часу, в необхідній кількості та в необхідному місці).

## Види безгреблевих ГЕС

### Класифікація безгреблевих гідроелектростанцій
Для відбору енергії плинної води в безгреблевих гідроелектростанціях використовуються секційні напівзанурені та/або занурені гідротурбіни з різними способами їх кріплення у водяному потоці. Такі гідротурбіни встановлюються у водяному потоці так, що вони поглинають енергію води лише частини русла, тому не перешкоджають течії води, проходженню річкових суден, міграції риби, не забруднюють водойму і не утворюють інших екологічних проблем для живих організмів.

### Безгреблеві ГЕС на основі напівзанурених гідротурбін

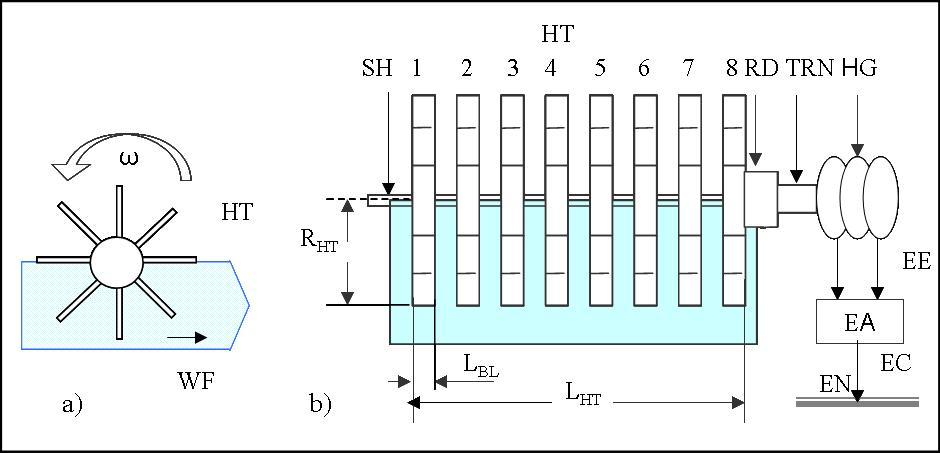
Гідроагрегат на основі секційної напівзануреної гідротурбіни.

Агрегат з напівзануреною гідротурбіною включає: гідротурбіну HT, трансмісію TRN, редуктор RD, гідрогенератор (електрогенератор) HG та електричний адаптер EА. Гідротурбіна складається з певного числа NS однакових секцій 1, 2, 3, 4, 5, 6, 7, 8, посаджених на спільну вісь SH. Кожна секція турбіни є ротором, на зовнішній частині якого по діаметру закріплені лопаті. Потужність секційної напівзануреної турбіни визначається геометричними розмірами її конструктивних елементів: радіусом ротора RHT (діаметром 2RHT), шириною лопатей (секції) LBL, кутовою відстанню між лопатями Δα, лінійним зазором між секціями ΔS та числом секцій NS. Величина зазору між секціями ΔS вибирається із умови максимального використання напору водяного потоку. Площа поперечного перетину водяного потоку АHD зв'язана з довжиною гідротурбіни LHT виразом:
АHD = LHT·RHT = NS·(LBL + ΔS)·RHT.                   
Механічна вісь SH жорстко поєднує між собою секції турбіни й передає крутний момент від турбінної системи НТ через редуктор RD та трансмісію TRN на гідрогенератор HG. Редуктор RD збільшує кутову частоту обертання ω ротора гідрогенератора HG. При зміні водяного напору може використовуватися система стабілізації швидкості обертання ротора гідрогенератора. Гідрогенератор HG є електродинамічною системою, яка перетворює кінетичну енергію обертання ротора гідротурбіни і, відповідно, ротора гідрогенератора в електричну енергію. Електричний адаптер EА формує параметри електричного струму (силу струму і, напругу u та частоту f), які придатні для використання його споживачами та/або спрямування в електричну мережу.
Агрегат на основі секційної напівзануреної гідротурбіни функціонує наступним чином. Гідротурбіна НТ встановлюється в потоці води WF так, що половина її ротора занурена у воду, вісь обертання ротора гідротурбіни SH збігається з поверхнею води, а потік води спрямований перпендикулярно осі. В процесі роботи потік води тисне на лопаті ротора гідротурбіни, спричиняючи його обертання навколо осі. Кінетична енергія водяного потоку перетворюється в кінетичну енергію обертального руху ротора гідротурбіни і ротора гідрогенератора, електродинамічна система гідрогенератора HG перетворює кінетичну енергію ротора в електричну енергію. Електричний адаптер EА формує параметри електричного струму (силу струму і, напругу u та частоту f), які роблять його придатним для використання споживачами та/або для спрямування в електричну мережу.
Потужність агрегату PEL на основі секційної напівзануреної гідротурбіни визначається розмірами її конструктивних елементів (радіусом RHT, шириною лопатей LBL, числом секцій NS, зазором між секціями ΔS) та фізичними параметрами робочого тіла (густиною води ρHD та швидкістю водяного потоку vHD). З урахуванням виразів (7) та (9) маємо [3]:
PEL = kHA·PHD = kHT·kHG·PHD =
       = 0,5·kHT·kHG·ρHD·NS·(LBL + ΔS)·RHT·vHD3.
З метою підвищення потужності агрегати на основі секційних гідротурбін можуть встановлюватися каскадами й утворювати безгреблеві ГЕС. Потужність каскадної гідроелектростанції PCS визначається як сума електричних потужностей окремих гідроенергетичних агрегатів:
PCS = 0,5·kHT·kHG·ρHD·NCS·NS·(LBL + ΔS)·RHD·vHD3.  
де NCS – число агрегатів у каскаді ГЕС.
Для  того, щоб повністю використати силу водяного потоку, гідротурбіни встановлюються у потоці поперек ріки і закріплюються на понтоні або консольно. Кожен тип кріплення має свої переваги й недоліки. 

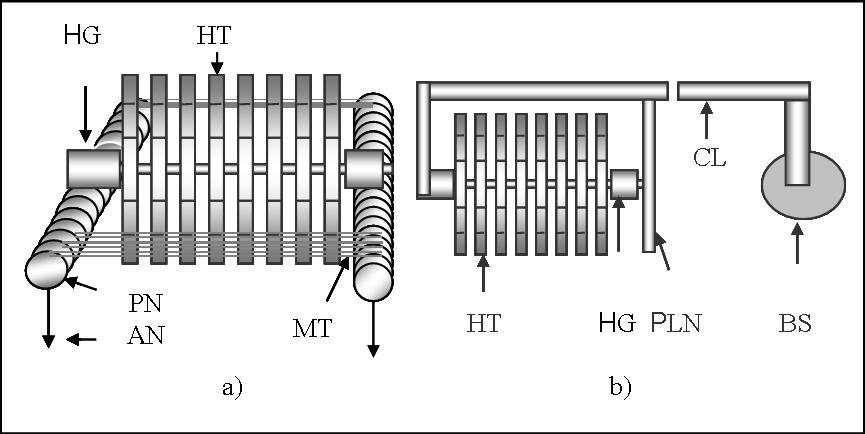
Безгреблеві гідроелектростанції з понтонним (a) та консольним (b) кріпленням напівзанурених гідротурбін.

Безгреблева ГЕС з понтонним кріпленням напівзануреної гідротурбіни складається з понтону PN, секційної гідротурбіни HT, гідрогенератора HG, елементів кріплення MT та якорів AN. Конструкція понтонного типу дозволяє транспортування гідроенергетичного обладнання у разі необхідності змінити місце виробництва електричної енергії. Понтони «прив’язані» до поверхні води рівновеликими силами: ваги гідроагрегату та сили виштовхування води, які діють на понтон, таким чином, понтонний спосіб кріплення забезпечує адаптацію глибини занурення гідротурбіни у разі припливу води. Стале кутове положення гідротурбіни у водяному потоці забезпечується за допомогою якорів AN. 

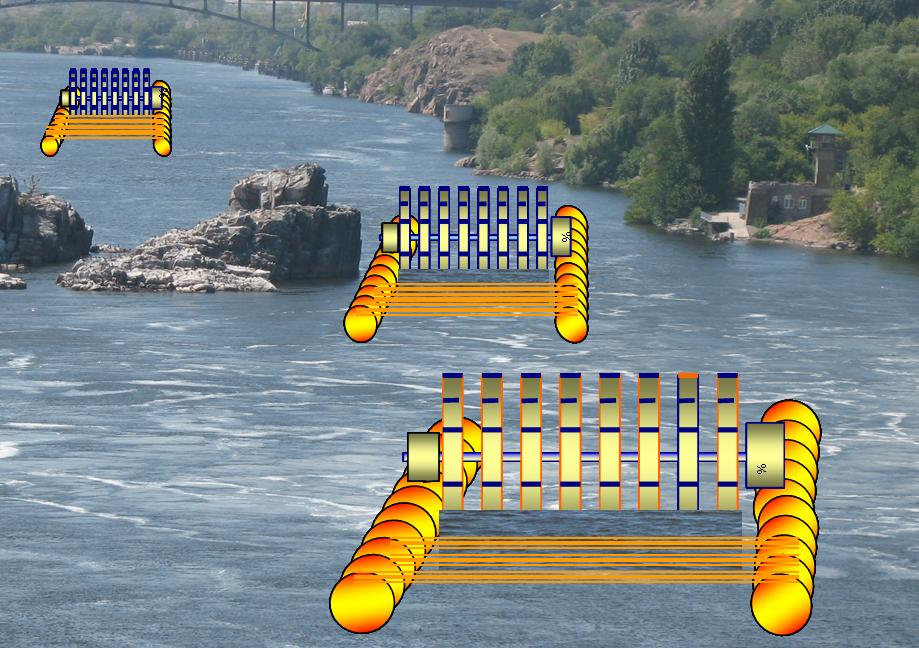
Схема каскадної безгреблевої ГЕС з понтонним кріпленням напівзанурених гідротурбін.

Безгреблева ГЕС з консольним кріпленням напівзануреної гідротурбіни є стаціонарною спорудою. Консоль CL є здовженою металевою балкою, жорстко закріпленою одним кінцем до бетонної бази BS. Другий кінець балки розташований над поверхнею води, до нього кріпиться гідротурбіна HT з гідрогенератором HG. Для досягнення більшої жорсткості консоль спирається на додаткову опору PLN. Консольне кріплення забезпечує надійну фіксацію гідротурбіни у водяному потоці, але звужує можливість зміни місця виробництва електроенергії. Адаптація гідротурбіни відносно поверхні води виконується по показанням датчика рівня води.
Гідроагрегати каскадної ГЕС з понтонним кріпленням напівзанурених гідротурбін встановлюються вздовж течії один за одним, на відстанях, котрі забезпечують відновлення ламінарного потоку води після проходження ним кожної гідротурбіни.
Безгреблеві ГЕС на основі секційних напівзанурених гідротурбін прості в обслуговуванні і надійні в роботі. Недоліками секційних напівзанурених гідротурбін є відносно великі габарити та видимість у полі зору.

### Безгреблеві ГЕС на основі занурених гідротурбін

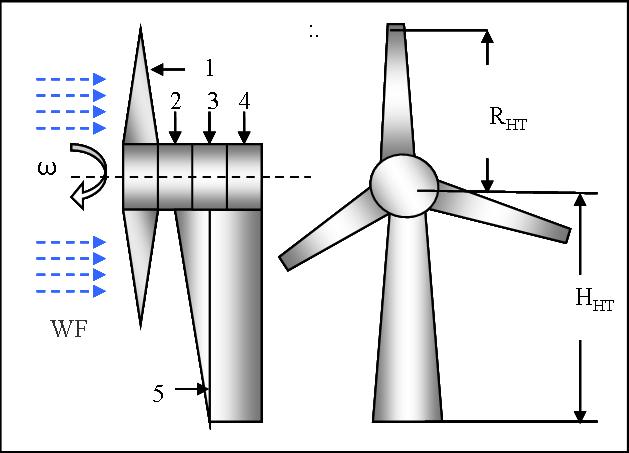
Схема та параметри гідроагрегату на основі зануреної гідротурбіни.

Занурені гідротурбіни по своїй конструкції нагадують вітрові турбіни, але, навіть, при помірній швидкості водяного потоку є ефективними для використання, бо робоче тіло (вода) майже у 1000 разів густіше за повітря.  До складу гідроагрегату на основі зануреної гідротурбіни входять власне гідротурбіна з лопатями 1, редуктор 2, трансмісія 3, гідрогенератор (електрогенератор) 4 та корпус-опора 5. Додатково схема може включати систему стабілізації швидкості обертання ротора та електричний адаптер. Турбіна встановлюється в потоці води WF таким чином, що її лопаті повністю занурені у воду, а потік води спрямований перпендикулярно площині лопатей і паралельно осі обертання турбіни. Основними конструктивними параметрами гідротурбіни є радіус ротора RHT та висота турбіни (відстань від дна водотоку до осі ротора) HHT,
Лопаті гідротурбіни 1 уловлюють кінетичну енергію потоку води й перетворюють її в кінетичну обертальну енергію ротора гідротурбіни. Система стабілізації забезпечує постійну швидкість обертання ротора при зміні водяного напору. Редуктор 2 збільшує частоту обертання ротора гідрогенератора. Трансмісія 3 передає крутний момент ротора турбіни ротору гідрогенератора. Гідрогенератор 4 є електродинамічною системою, котра перетворює кінетичну енергію обертання гідротурбіни в електричну енергію. Електричний адаптер формує параметри електричного струму (силу струму, напругу та частоту), придатні для використання його споживачами та/або спрямування в електричну мережу. 

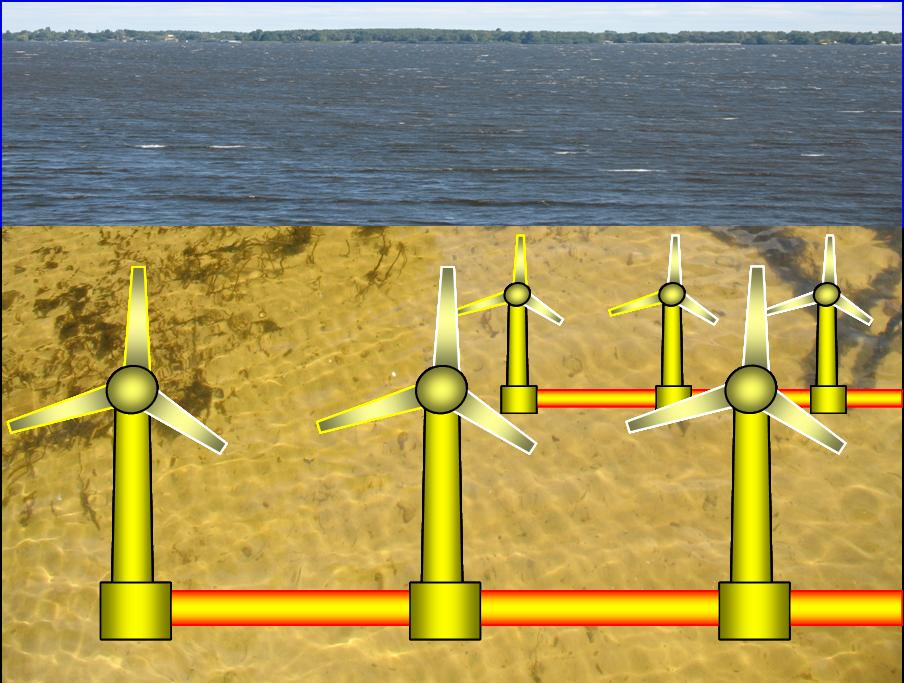
Безгреблева ГЕС з донним способом кріпленням занурених гідротурбін

Для фіксації занурених гідротурбін у водяному потоці можуть бути застосовані донний, понтонний та консольний способи кріплення.
Безгреблева гідроелектростанція. з донним кріпленням занурених гідротурбін складається з NHT агрегатів, подібних тим, які показані на рис. 8. Гідроагрегати встановлюються поперек течії на відстанях ΔLHT один від одного. Кожна гідротурбіна відбирає кінетичну енергію частини водяного потоку, збільшуючи таким чином сумарне використання енергії потоку води.
Безгреблева ГЕС з понтонним розташуванням занурених гідротурбін включає понтон PN, гідроагрегати, елементи кріплення та якорі. Понтонна конструкція дозволяє швидко змінювати місце виробництва електричної енергії. Гідроелектростанція з консольним кріпленням занурених гідротурбін включає відповідні гідроагрегати, консольну балку з елементами кріплення, основу та опору.
Безгреблеві ГЕС доцільно розташовувати поряд з електричними підстанціями та споживачами електроенергії. Електрична потужність агрегату PEL на основі зануреної гідротурбіни визначається площею охвату гідротурбіни АHD, густиною води ρHD та швидкістю водяного потоку vHD: 

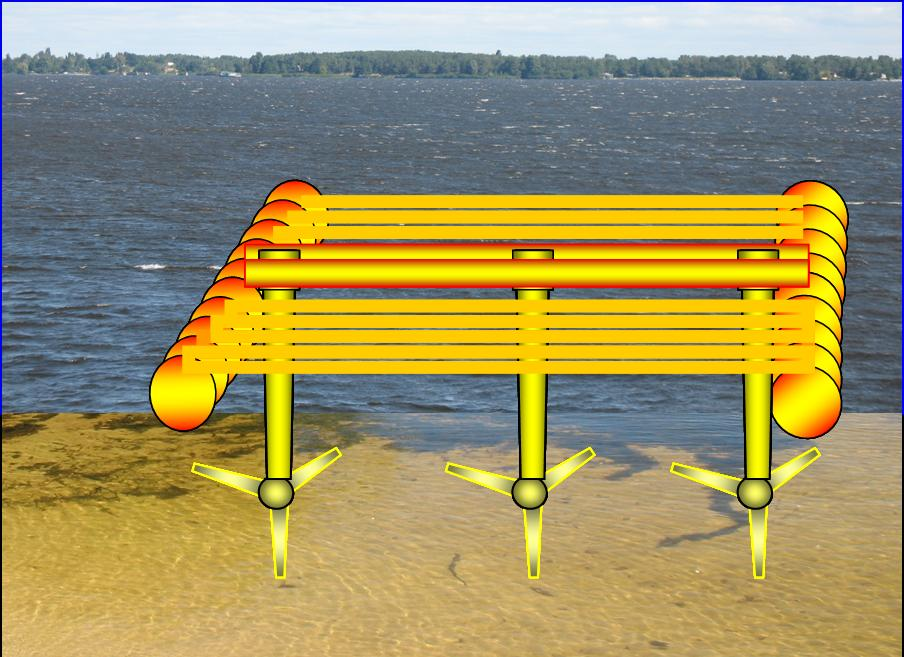
Схема безгреблевої ГЕС з понтонним кріпленням занурених гідротурбін.

PEL = kHA·PHD = kHT·kHG·PHD = 0,5·kHT·kHG·ρHD·АHD·vHD3,        
де PHD – потужність водяного потоку, який падає на гідротурбіну, PHD = 0,5·ρHD·АHD·vHD3; kHA, kHT, kHG – коефіцієнти корисної дії гідроагрегату, зануреної гідротурбіни та гідрогенератора відповідно, kHA = kHT·kHG.
Площа обхвату гідротурбіни АHD визначається радіусом її ротора RHT:
АHD = π·RHT2.                                     
З урахуванням цього виразу формула для розрахунку електричної потужності агрегату PEL прийме вигляд:
PEL = 0,5·kHT·kHG·ρHD·(π·RHT2)·vHD3.              
Електрична потужність PHPP безгреблевої ГЕС, яка складається з групи однотипних гідроагрегатів, визначається як добуток числа гідроагрегатів NHA на потужність одного гідроагрегату PEL. З урахуванням виразу (18) отримуємо:
PHPP = NHA·PEL = kHA·NHA·PHD = kHT·kHG·NHA·PHD =
                           = 0,5·kHT·kHG·ρHD·NHA·(π·RHT2)·vHD3.   
Електрична потужність каскадної ГЕС PCS визначається як сума електричних потужностей окремих ступенів каскаду NCS:
PCS = 0,5·kHT·kHG·ρHD·NCS·NHT·(π·RHT2)·vHD3.